# Treppo Carnico
Treppo Carnico är en ort och tidigare kommun i kommunen Treppo Ligosullo i provinsen Udine i regionen Friuli-Venezia Giulia i Italien.
Treppo Carnico upphörde som kommun den 1 februari 2018 och bildade med den tidigare kommunen Ligosullo den nya kommunen Treppo Ligosullo. Den tidigare kommunen hade 607 invånare (2017).